# À couteau tiré
Ne doit pas être confondu avec À couteaux tirés.
Pour plus de détails, voir Fiche technique et Distribution.
À couteau tiré (Copkiller (l'assassino dei poliziotti)) est un film italien réalisé par Roberto Faenza, sorti en 1983.

## Fiche technique
- Titre original : Copkiller (l'assassino dei poliziotti)
- Titre français : À couteau tiré
- Réalisation : Roberto Faenza
- Scénario : Roberto Faenza, Ennio De Concini et Hugh Fleetwood
- Photographie : Giuseppe Pinori
- Musique : Ennio Morricone
- Pays d'origine : Italie
- Genre : thriller
- Durée : 117 minutes
- Date de sortie : 1983

## Distribution
- Harvey Keitel : Lt. Fred O'Connor
- John Lydon : Leo Smith
- Nicole Garcia : Lenore Carvo
- Leonard Mann : Bob Carvo
- Sylvia Sidney : Margaret Smith